# Noobees
Noobees è una serie televisiva colombiana, andata in onda in prima visione in America Latina su Nickelodeon e in Italia su TeenNick e Nickelodeon.
Il 24 gennaio 2019 è stata rinnovata per una seconda ed ultima stagione.

## Trama
Silvia è una ragazza la cui passione è il basket e al suo fratello Erick piacciono i videogiochi. Così la ragazza cambia passione e insieme a lui, aiuta a formare una squadra: Noobees.

## Episodi
| Stagione         | Episodi | Episodi | Prima TV America Latina | Prima TV Brasile | Prima TV Italia |
| ---------------- | ------- | ------- | ----------------------- | ---------------- | --------------- |
| Prima stagione   | 60      | 60      | 2018                    | 2019             | 2019            |
| Seconda stagione | 60      | 30      | 2020                    | 2020             | 2020            |
| Seconda stagione | 60      | 30      | 2020                    | 2020             | 2020            |

## Distribuzione internazionale
| Paese | Canale               | Prima TV          | Titolo      |
| --- | -------------------- | ----------------- | ----------- |
| Argentina Bolivia Cile Colombia Cuba Costa Rica Ecuador El Salvador Guatemala Haiti Honduras Nicaragua Messico Panama Paraguay Perù Rep. Dominicana Uruguay Venezuela | Nickelodeon          | 17 settembre 2018 | Noobees     |
| Colombia | RCN Televisión       | 6 ottobre 2018    | Noobees     |
| Brasile | Nickelodeon          | 4 febbraio 2019   | Noobees     |
| Egitto Libano Siria Iraq Arabia Saudita Bahrein Kuwait Yemen Oman Qatar Giordania Palestina Algeria Libia Marocco Tunisia Mauritania                                  | Nickelodeon          | 8 febbraio 2019   | Noobees     |
| Italia | TeenNick             | 11 febbraio 2019  | Noobees     |
| Sudafrica | Nickelodeon          | 18 febbraio 2019  | Noobees     |
| Spagna | Nickelodeon          | 25 febbraio 2019  | Noobees     |
| Portogallo | Nickelodeon          | 25 febbraio 2019  | Noobees     |
| Russia | Nickelodeon Russia   | 1 aprile 2019     | Нубы        |
| Germania | Nickelodeon Germania | 8 aprile 2019     | Noobees     |
| Ungheria | Nickelodeon Ungheria | 22 aprile 2019    | Noob csapat |
| Francia | Nickelodeon Teen     | 30 marzo 2020     | Noobees     |

| Paese | Canale               | Prima TV         | Titolo      |
| --- | -------------------- | ---------------- | ----------- |
| Argentina Bolivia Cile Colombia Cuba Costa Rica Ecuador El Salvador Guatemala Haiti Honduras Nicaragua Messico Panama Paraguay Perù Rep. Dominicana Uruguay Venezuela | Nickelodeon          | 2 marzo 2020     | Noobees     |
| Brasile | Nickelodeon          | 2 marzo 2020     | Noobees     |
| Italia | Nickelodeon          | 15 giugno 2020   | Noobees     |
| Germania | Nickelodeon Germania | 12 ottobre 2020  | Noobees     |
| Russia | Nickelodeon Russia   | 16 novembre 2020 | Нубы        |
| Ungheria | TeenNick Ungheria    | 13 gennaio 2021  | Noob csapat |
| Ungheria | Nickelodeon Ungheria | 18 gennaio 2021  | Noob csapat |